# Thomas Hodgkin
Thomas Hodgkin (17. srpna 1798 Londýn – 5. dubna 1866 Jaffa) byl britský lékař, který je považovaný za jednoho z nejvýznamnějších patologů své doby a průkopníka preventivní medicíny. Dnes je znám především díky prvnímu popisu Hodgkinova lymfomu z roku 1832.
Studoval medicínu v Guy's Hospital v Londýně, v Paříži a v Edinburghu, kde v roce 1823 získal lékařský titul. Během svého působení v Guy's Hospital se významně podílel na rozvoji klinické medicíny a patologie. Působil jako první kurátor muzea v Guy's Hospital, které se stalo jedním z nejvýznamnějších lékařských muzeí na světě. Celý život byl věrný kvakerským zásadám, které ovlivnily jeho životní filozofii zaměřenou na humanitární činnost a službu druhým.

## Biografie
Thomas Hodgkin se narodil v kvakerské rodině v Pentonville v severním Londýně. Soukromé vzdělání získal od svého otce Johna Hodgkina, který byl učitelem. V roce 1816 nastoupil do lékárny jako učeň pod vedením Williama Allena. Zde se seznámil se třemi oblastmi, které se později staly jeho hlavními životními zájmy: kampaň proti otroctví (které se Allen věnoval od roku 1807), medicína (Allen přednášel 24 let chemii v londýnské Guy's Hospital) a filantropie (Allen provozoval vývařovnu pro chudé a aktivně podporoval vzdělávání chudých a znevýhodněných). Hodgkinovým cílem bylo vyučit se lékárnickému řemeslu, byla to jedna z cest k medicíně, ale Allen mu to navzdory významnému postavení v tomto oboru neumožnil. Rozešli se a Hodgkin odešel k lékárníkovu bratranci Johnu Glaisyerovi do Brightonu. Zdědil majetek po svém prastrýci stejného jména a tím získal ve svých 21 letech určitou finanční nezávislost.
V září 1819 byl přijat na lékařskou fakultu St. Thomas' and Guy's Medical School. Poté studoval na univerzitě v Edinburghu a v roce 1821 odjel do Francie, kde se naučil pracovat se stetoskopem, který nedávno vynalezl René Laënnec. V roce 1823 získal na Edinburské univerzitě lékařský titul a téhož roku se seznámil s Mosesem Montefiorem, bohatým finančníkem a filantropem, který se stal jeho celoživotním pacientem a blízkým přítelem.
Při delším pobytu v Paříži od září 1824 do června 1825 Hodgkin navázal významné lékařské kontakty. Od roku 1825 pracoval v Guy's Hospital, nejprve jako dobrovolník a od roku 1826 jako kurátor tamního muzea a patolog. Jeho současníky v nemocnici byli Thomas Addison, po němž je pojmenována Addisonova choroba, a Richard Bright. Během tří let Hodgkin rozšířil muzejní sbírku z 500 na 3000 exemplářů. Každý exemplář byl opatřen štítkem, který obsahoval informace o klinických a fyzických příznacích, odkaz na inspekční knihu, kde byl zaznamenán celý případ a posmrtná ohledání, a jméno předkládajícího lékaře. Hodgkin pořádal přednášky z patologie, prováděl pitvy a také zavedl v nemocnici používání stetoskopu. V roce 1837 ho nepřijali na místo klinického pracovníka, proto z Guy's Hospital odešel a věnoval se soukromé praxi.

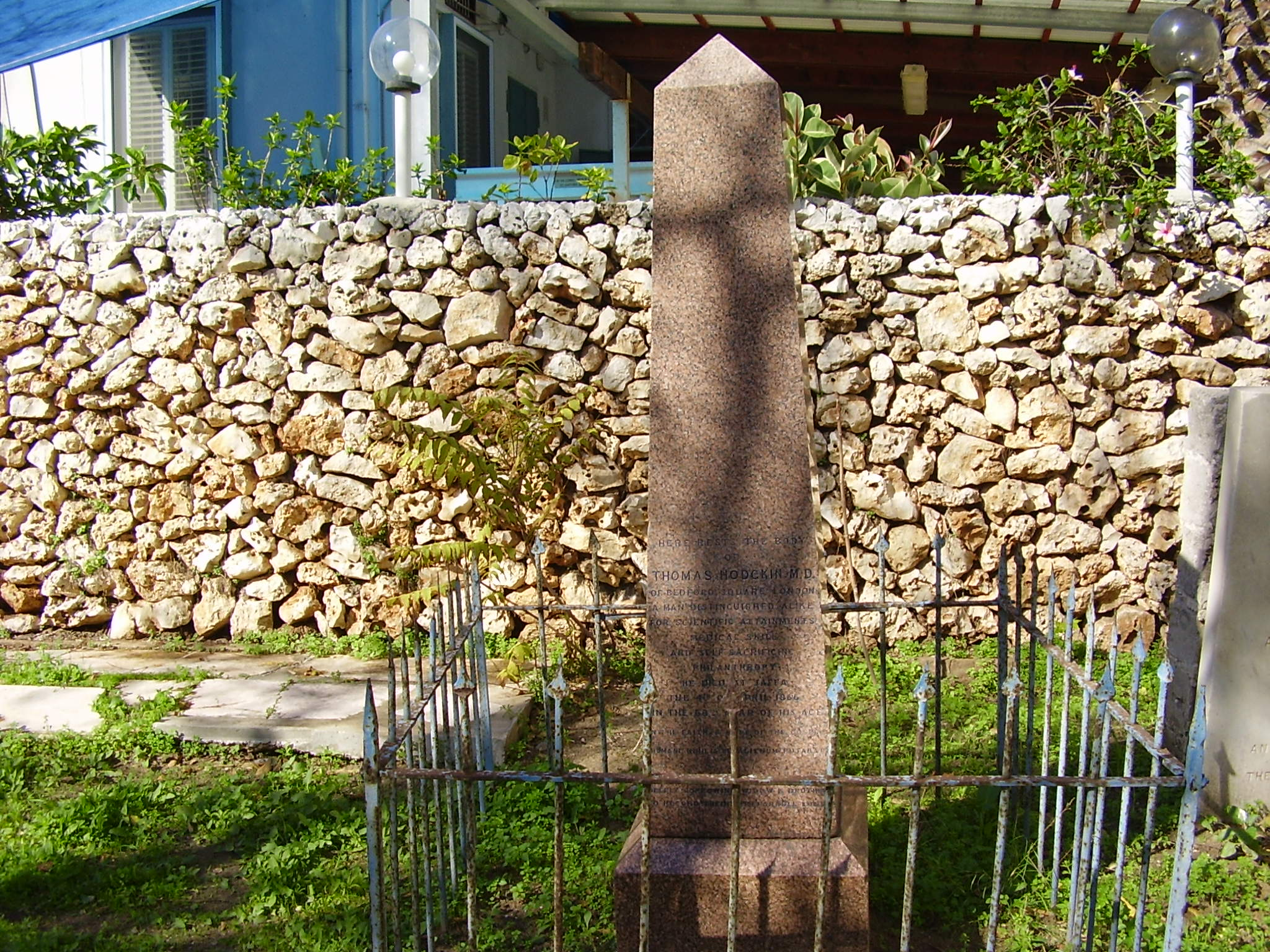
Hrob Thomase Hodgkina v Jaffě

V roce 1836 se stal zakládajícím členem senátu Londýnské univerzity a téhož roku byl přijat za člena Royal College of Physicians. V roce 1842 převzal vedení výuky na St. Thomas's Hospital.
Hodgkin si kvůli kvakerskému pravidlu zakazujícímu sňatky mezi bratranci a sestřenicemi z prvního kolene nesměl vzít svou celoživotní lásku Sarah Godlee. V roce 1850 se oženil s vdovou Sarah Frances Scaife, ale zůstali bez dětí. Jejich dům na Bedford Square v Londýně se stal dějištěm mnoha prostých pohostinství pro filantropy, etnology a geografy. Hodgkin souhlasil, že bude cestovat s bankéřem a filantropem sirem Mosesem Montefiorem jako jeho lékař. V roce 1857 s ním podnikl první z pěti cest na podporu Židů, křesťanů a Arabů v různých zemích. V roce 1866 navštívili Palestinu a dne 5. dubna 1866 zemřel v Jaffě na úplavici. Byl pohřben na anglikánském hřbitově a jeho přítel Montefiore nechal na jeho hrob umístit obelisk z červené žuly.

## Přínos pro medicínu
Thomas Hodgkin jako první popsal mnoho klinických a patologických souvislostí. Popsal nedostatečnost aortální chlopně, bikonkávní tvar červených krvinek, příčné pruhy ve svalových vláknech a akutní apendicitidu s perforací a zánětem pobřišnice. Charakterizoval rozdíly mezi benigními cystami a adenokarcinomem a popsal případ recidivy karcinomu dělohy rok po odstranění dělohy s lokálním postupem nádoru, který vedl k ucpání střev.
V roce 1832 publikoval práci, v níž popsal sérii případů, které se vyznačovaly zvětšením lymfatických uzlin a sleziny. Jeho nástupce v Guy's Hospital Samuel Wilks referoval o sérii pacientů se stejným onemocněním a když se dozvěděl o Hodgkinově dřívější publikaci, navrhl ve své práci publikované v roce 1865 pojmenovat toto onemocnění na počest svého předchůdce „Hodgkinova nemoc“.
Hodgkin byl průkopníkem preventivní medicíny, jeho přednáška o způsobech podpory a zachování zdraví vyšla knižně v roce 1841. Zdůrazňoval význam dostatečného množství kyslíku, koupání a správné likvidace odpadních vod. Varoval před nebezpečím přejídání, nadměrného požívání alkoholu, užívání tabáku („kouření zasahuje do svobody a pohodlí druhých“) a vystavování se prachu při práci. Obhajoval pravidelný pohyb a vzdělávání, včetně předškolních zařízení a rovného vzdělávání dívek a chlapců.
Byl také zastáncem systému zapojení studentů do výuky u lůžka, který se používá dodnes. V roce 1827 přednášel při zahájení akademického roku. Jeho prezentace nazvaná „O lékařském vzdělávání“ byla provokativní přednáškou o přednostech kontinentálního způsobu studia medicíny ve srovnání s anglickým systémem. Přednáška byla ochotně citována v časopise The Lancet, který se v té době velmi kriticky vyjadřoval k anglickému systému zdravotnictví. V témže roce zavedl v Guy's Hospital kurz morbidní anatomie, který byl zpočátku nepovinný, ale časem se vyvinul v kurz patologie, který se stal nedílnou a nezbytnou součástí učebních osnov na všech lékařských fakultách na celém světě. Hodgkin také napsal dvousvazkovou učebnici On the Morbid Anatomy of the Serous and Mucous Membranes, první díl vyšel v roce 1836, kdy ještě působil v Guy's Hospital, druhý díl byl vydán až v roce 1840.

## Filantropie

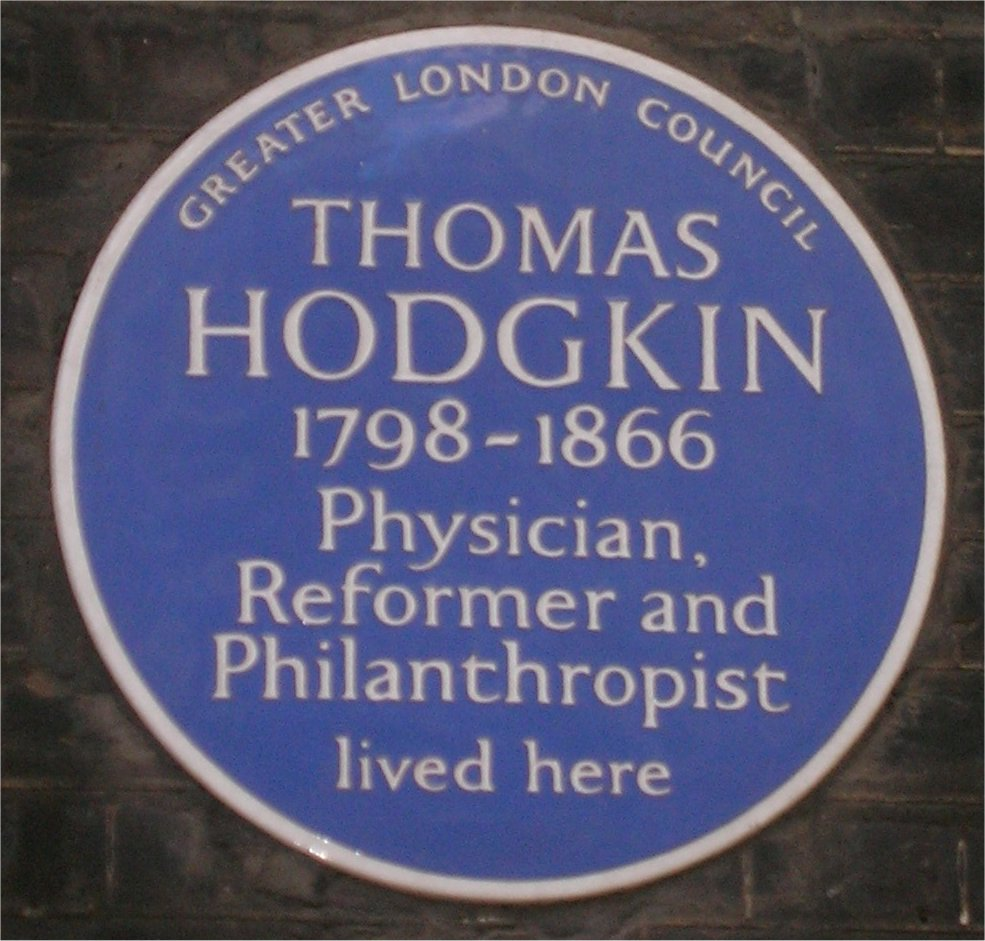
Pamětní deska na domě na Bedford Square v Londýně, ve kterém žil Thomas Hodgkin

Hodgkin byl vychován jako kvaker a celý život podporoval zrušení otroctví. Ve svých 21 letech napsal „Esej o podpoře civilizace“, v níž kritizoval imperialistické chování kolonistů, které vedlo k ponižování nebo smrti severoamerických indiánů a dalších původních obyvatel. Později opustil svou praxi a věnoval se filantropické činnosti. Byl jedním ze zakladatelů Společnosti na ochranu domorodců (Aborigines' Protection Society) v roce 1838 a jejím prostřednictvím a prostřednictvím dalších organizací neúnavně pracoval ve prospěch utlačovaných domorodců, pronásledovaných Židů, chudých a sociálně slabých.

## Odkaz
Na Hodgkinovu počest byla na domě na Bedford Square v Londýně umístěna pamětní deska. Jeho jméno nese také budova na lékařské fakultě King's College v Londýně.